# Majidi
Majidi is een bestuurslaag in het regentschap Oost-Lombok van de provincie West-Nusa Tenggara, Indonesië. Majidi telt 7693 inwoners (volkstelling 2010).